# 比勒费尔德自然历史博物馆
比勒费尔德自然历史博物馆（德語：Naturkunde-Museum Bielefeld）是德国北威州比勒费尔德市的一座自然历史博物馆。自2003年以来，它被赋予了额外的名称namu，它代表了德语单词Natur（自然）、Mensch（人类）和Umwelt（环境）。博物馆坐落于斯皮格尔庄园，这是一座建于14世纪的历史建筑。

## 历史
比勒费尔德市立博物馆成立于1889年。1906年，该博物馆更名为市政博物馆，包含历史和自然历史部门。1930年，一个独立的自然历史博物馆在卡塞洛斯基别墅内开放。二战后，1946年至1964年期间，自然历史博物馆没有固定的馆址，但在1964年于施塔本霍斯特大街建立了临时展览空间。矿物学家兼博物馆长期馆长马丁·比希内尔以及比勒费尔德及周边地区自然历史协会的其他成员为新自然历史博物馆的建立做出了重要贡献，并策划了许多特别展览。1977年，博物馆在克鲁兹大街38号（现为阿登纳广场）得到了额外的临时场地。最后，在1986年，博物馆搬到了斯皮格尔庄园，此后用作展览大楼。1994年，比勒费尔德市自然历史博物馆之友协会成立。马丁·比希纳尔退休后，伊索尔德·弗拉齐德洛于1999年接任博物馆馆长。
2003年，博物馆获得了新的标志和附加名称namu。随后的活动包括2003年及2004年的翻新和改建、博物馆100周年庆典，以及同时的特展“轻轨及其自然历史”的举办，新的常设展览“灭绝–生存”的开幕，博物馆外部场地的扩建和翻新。2014年，博物馆的地下室被改造成“Geostollen”，这是一个类似于采矿隧道的地质类永久性展览。

## 展品

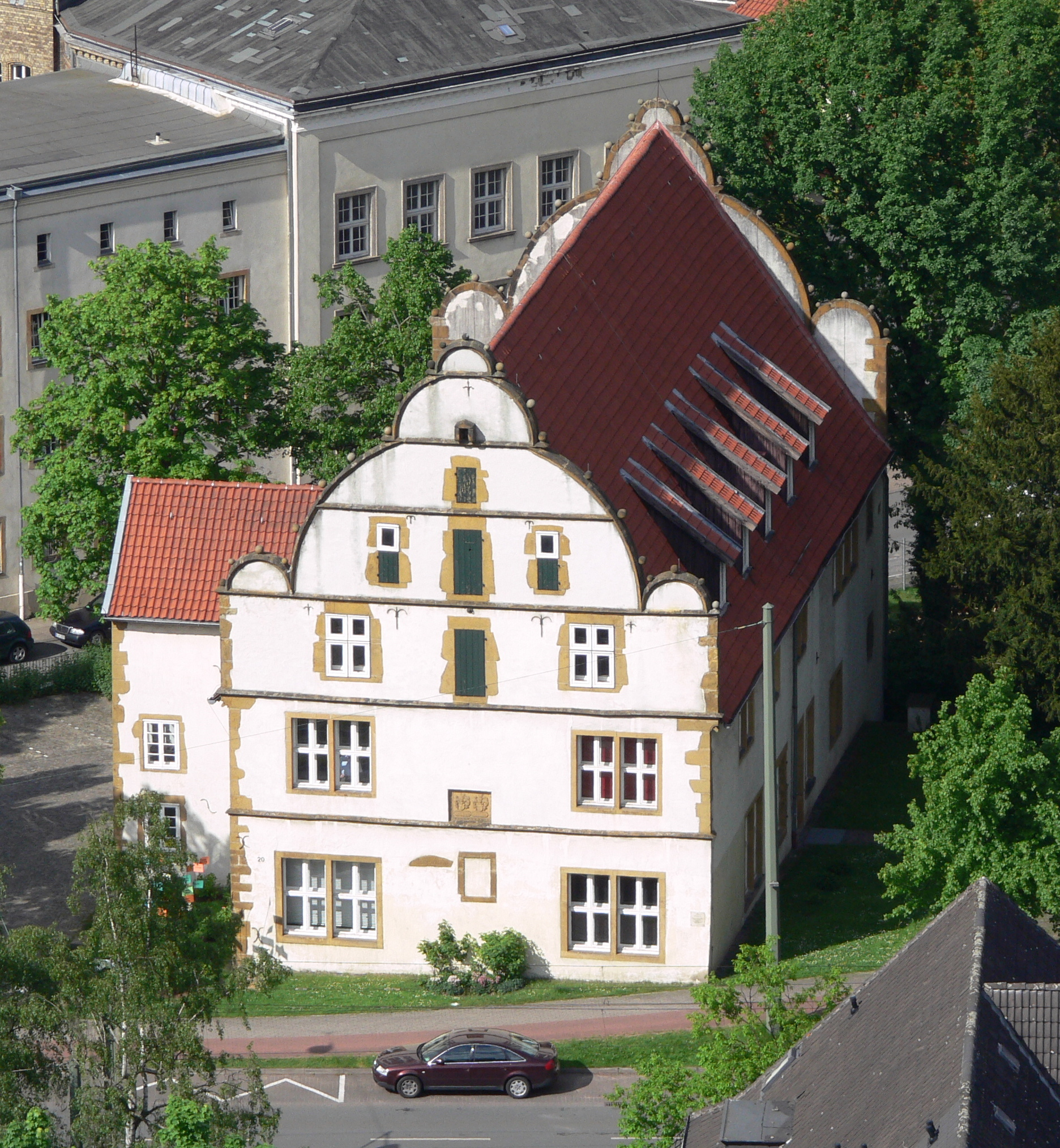
位于斯皮格尔庄园的比勒费尔德自然历史博物馆

比勒费尔德自然历史博物馆的展品分为三个部分：生物、地质和考古。
生物类包括大约四十一万件展品。
- 蜗牛和贝壳展品包括7000个标本，其中涵盖了657个不同的物种，概述了欧洲海岸的生物多样性。
- 鸟类展品包括了500种标本，其中涵盖了德国250只繁殖鸟类中的几乎所有标本，其中包括圃鹀、穗䳭和斑腹沙锥等稀有标本。
- 包括甲虫、蝴蝶、昆虫、蜜蜂和黄蜂在内的大量昆虫采集包含大约四十万个标本。大多数是本地物种，其中有五万只来自威斯特法伦的蝴蝶。昆虫收藏中最大部分是由甲虫组成的，有超过二十二万件物品。[9][10][11][12]

地质类包括不同学科的六万件展品。

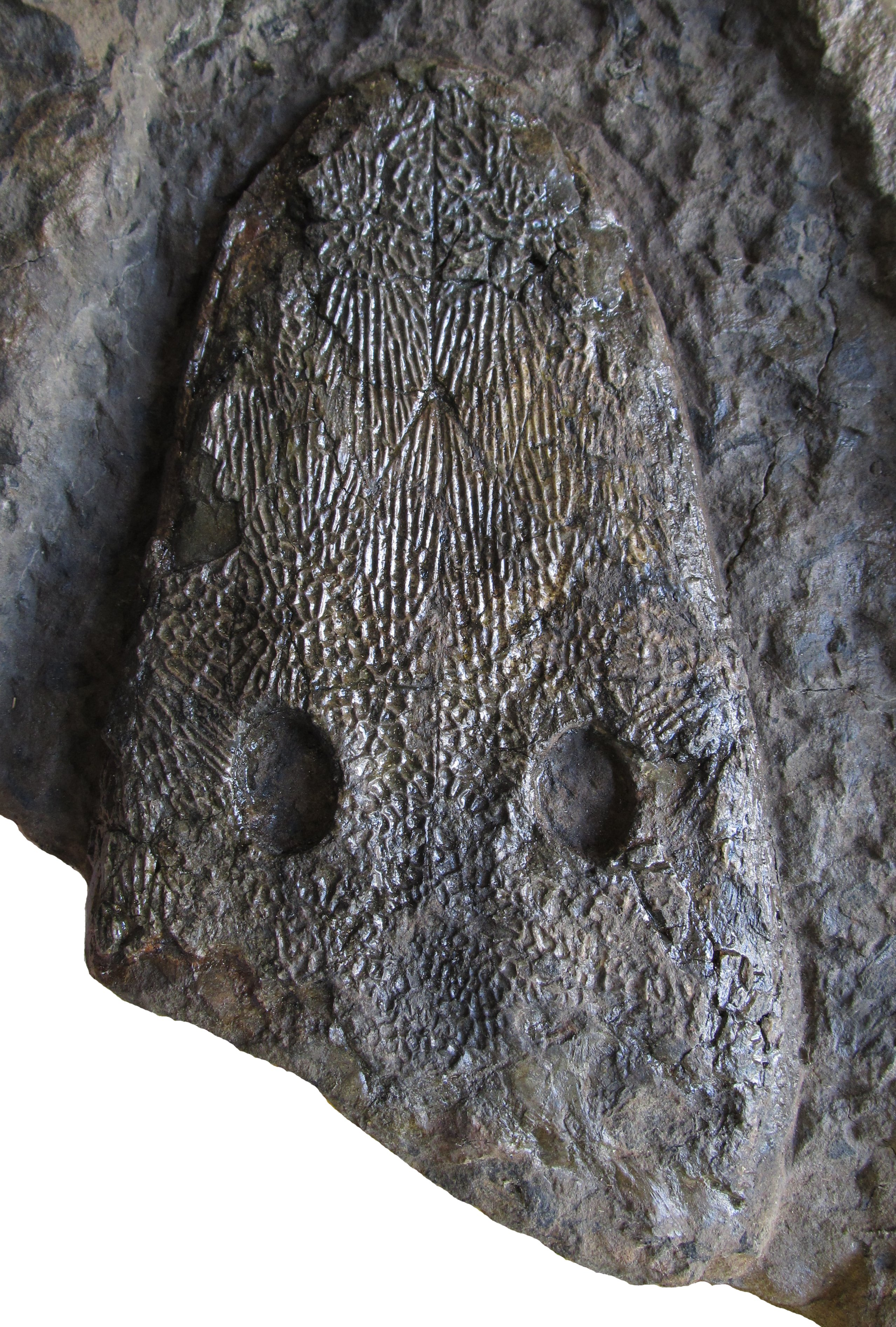
布氏环龙的正模标本(NAMU ES/k 36053)

- 地层类包括三万件展品。基本上是来自比勒费尔德区域的中生代露头的化石和岩石，包括如离片锥目两栖类的布氏环龙[14]和蛇颈龙目的Arminisaurus schuberti的正模标本，[15]其均于比勒费尔德的城区范围内发现。古生物学收藏品还补充了更新世哺乳动物的化石，例如在该地区发现的几乎完整的披毛犀牛骨架。
- 矿物岩石学收藏包括来自威斯特法伦和荷兰邻近地区的约三万个标本。[16]

考古类包括大约十万件物品。
- 博物馆拥有箭头、矛头、新石器时代的匕首、镰刀、凿子、带钻孔的手斧、刀片等物品。
- 考古展品的重点是来自比勒费尔德地区的当地早期、中期和晚期新石器时代的发现。[18]另外还有来自黑森、波罗的海地区和北美的展品。来自巴布亚新几内亚的现代物品也补充了这个分类的展品。[19]

## 展览
常设展览
常设展览“灭绝–生存”于2007年开幕。参观者首先进入一个设计为2525年虚构博物馆的展厅，讲述21世纪初物种的灭绝和自然保护。其他房间从未来的角度诠释当今发生的问题。展览的第三部分介绍了地球历史，并解释了化石在理解当今即将发生的物种大灭绝的重要性。另一个展厅专门用于博物馆教育，让孩子们可以有趣地接近展览的主题。地下室的Geostollen通过重建的采矿隧道展示地球科学的对象和主题。
城市中的展示

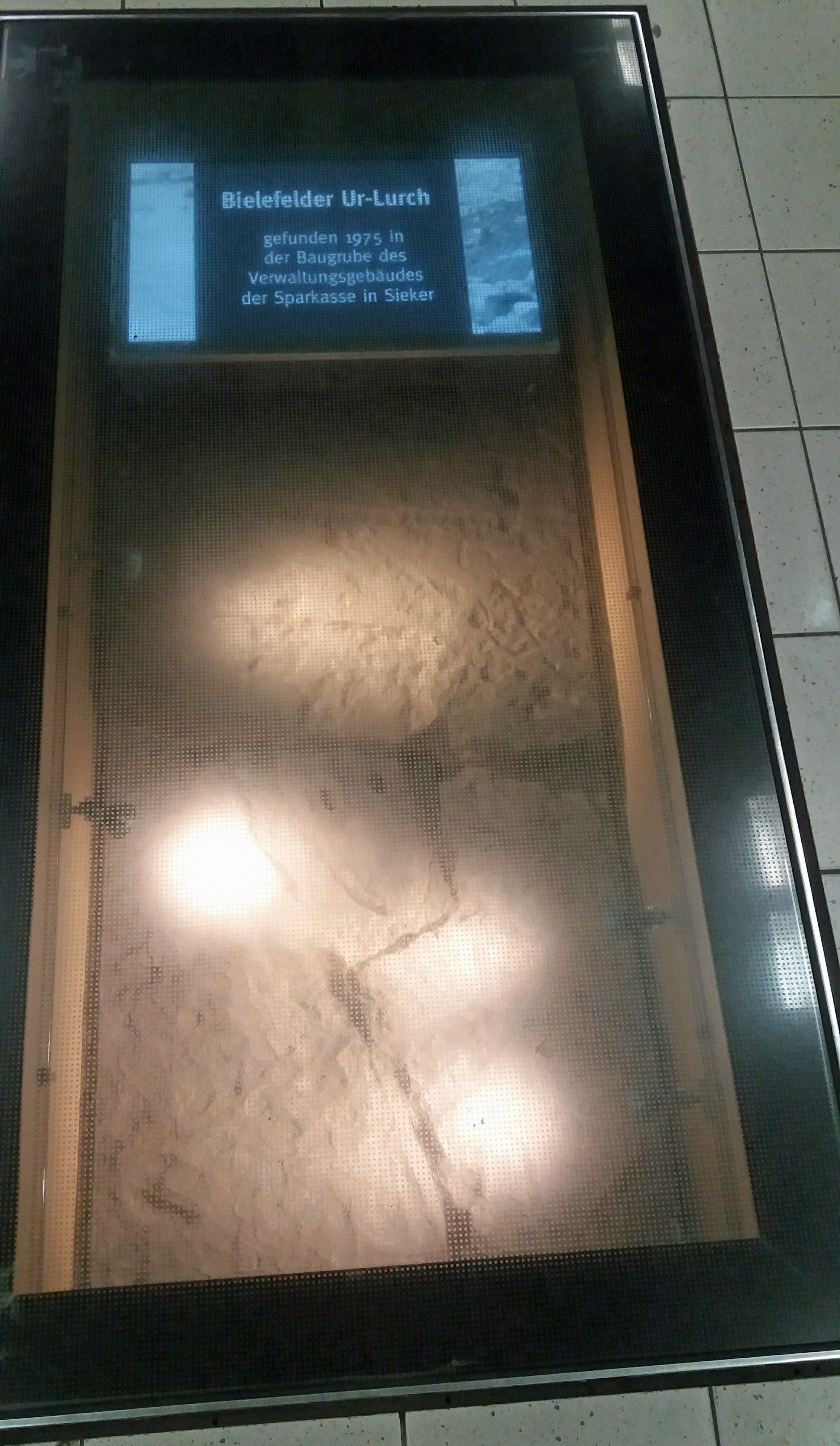
比勒费尔德城铁车站的展品

博物馆以“很久很久以前”为标题于比勒费尔德市火车站地铁站中展出。该装置是在2006年博物馆庆祝成立100周年时发布的。车站地板内的陈列柜展示了例如布氏环龙、鱼龙或披毛犀牛的化石模型。地铁隧道建成时的钻孔岩芯陈列于地下车站的电梯旁边，展示了比勒费尔德2.2亿年地球历史的地层。
特别展览
不同主题的各种特别展览（每年3至5次）定期补充常设展览。

## 教育
教育工作侧重于思考和行动的可持续性。它的指导方针是“我们只能保护我们所知道的”。

## 博物馆之友协会
比勒费尔德市自然历史博物馆之友协会成立于1994年。协会资助教育服务、收藏、展览，并与成人教育中心合作实施年度系列讲座。2008年，协会获得了比勒费尔德市的环境奖。